# Blood & Honour
Blood & Honour (укр. Кров і честь; також Blood and Honour або 28) — неонацистська музична промо-мережа та праворадикальна політична група, заснована у Великій Британії Яном Стюартом Дональдсоном та Нікі Крейном у 1987 році. Група складається з білих націоналістів і має зв'язки з організацією Combat 18.
Іноді для позначення назви групи використовується код 28, що походить від другої та восьмої літер латинського алфавіту, B і H. На своєму офіційному сайті група називає себе «музичною мережею опору», а свою «глобальну конфедерацію борців за свободу» — «Братством 28».
У Великій Британії група організовувала концерти гуртів жанру «рок проти комунізму» (RAC). Група також видає однойменний журнал, у неї існують офіційні підрозділи в багатьох країнах, в тому числі дві конкуруючі групи в Сполучених Штатах. Група заборонена в кількох країнах, зокрема в Німеччині, Іспанії, Росії та Канаді.

## Історія
Група Blood & Honour була заснована у 1987 році фронтменом гурту Skrewdriver Яном Стюартом Дональдсоном за підтримки Нікі Крейна та гуртів No Remorse, Brutal Attack, Sudden Impact і Squadron. Раніше ці колективи були членами White Noise Club, дочірньої організації Національного фронту, відповідальної за організацію концертів жанру «рок проти комунізму», управління лейблом White Noise Records і видання журналу White Noise.
Напруженість між Дональдсоном і керівництвом White Noise Club виникла у 1987 році, оскільки Дональдсон вважав, що White Noise Club викачує гроші з музичної сцени, щоб використовувати їх для політичних кампаній Національного фронту. У травні 1987 року гурт Дональдсона Skrewdriver офіційно вийшов зі складу White Noise Club, за ним послідували кілька інших гуртів сцени.
Blood & Honour була утворена як альтернатива White Noise Club у липні 1987 року, з появою першого випуску журналу Blood & Honour. Копії журналу були безкоштовно розіслані членам White Noise Club (Дональдсон використовував зв'язки в Національному фронті, щоб отримати їх список), разом із запискою Дональдсона, в якій він засуджував White Noise Club, називаючи їх дії «корумпованими обкраданнями». Концерт, присвячений «запуску» Blood & Honour, відбувся 5 вересня 1987 року. Серед виконавців на сцені виступили Skrewdriver, No Remorse, Brutal Attack і Sudden Impact.
Наприкінці 1988 року журнал Blood & Honour став щоквартальником, який за кілька випусків збільшився з восьми до 16 сторінок. Журнал містив звіти з концертів, інтерв'ю з музикантами, листи читачів, хіт-паради RAC і колонку під назвою «Білий шепіт». Незабаром на сторінках журналу з'явилася служба замовлення поштою під назвою Skrewdriver Services, яка продавала мерч груп, одяг із зображенням неонацистських символів і кулони зі свастикою.
На останній сторінці 13-го випуску журналу групи анонсувався концерт гурту Дональдсона Skrewdriver у Лондоні 12 вересня 1992 року. По всій країні були розклеєні плакати та листівки з рекламою концерту та зазначенням місця перенаправлення на залізничний вокзал Ватерлоо. У ніч перед концертом на Дональдсона було скоєно напад у пабі «Бертон». Наступного ж дня поліція закрила вокзал Ватерлоо і станцію метро, не дозволивши багатьом людям дістатися до пункту перенаправлення. Сотні інших прихильників Blood & Honour, які приїхали з-за кордону, були розвернуті в портах Фолкстона і Дувра. Прихильники групи зіткнулися з антифашистськими протестувальниками. Під час заворушень як зброя використовувалися цегла і пляшки з-під шампанського, взяті зі сміттєвих баків біля ресторанів Саут-Бенку. Сутички тривали близько двох годин, поки поліція не розділила дві ворожі групи, і концерт продовжився у залі пабу Yorkshire Grey в Елтемі, на південному сході Лондона. Інцидент отримав міжнародне висвітлення у ЗМІ і став відомим як «Битва при Ватерлоо».
У 1992 році новостворений підрозділ групи в Мідлендсі організував щорічний концерт Blood & Honour White Xmas (укр. Blood & Honour біле Різдво). 19 грудня понад 400 прихильників зібралися в чоловічому клубі в Менсфілді, щоб подивитися на виступи гуртів No Remorse, Razors Edge і Skrewdriver. У 1993 році підрозділ в Іст-Мідлендсі планував провести фестиваль під відкритим небом 31 липня, але Дональдсон був заарештований і отримав судову заборону виступати на концерті. Місце проведення концерту було заблоковано поліцією, яка вилучила підсилювачі та конфіскувала звукове обладнання. Це була найбільша поліцейська операція в цьому районі з часів шахтарських страйків на початку 1980-х років.
Пізніше того ж року підрозділ в Іст-Мідлендсі організував концерт 25 вересня. За три ночі до концерту Дональдсон з кількома друзями їхали в автомобілі, який не впорався з керуванням і з'їхав у кювет. Дональдсон і ще один пасажир загинули, інші пасажири отримали незначні поранення. Наступного дня 100 прихильників Skrewdriver поїхали на вечірку Blood & Honour в Мідлендс, не знаючи про загибель людей[джерело?].
Щороку, в річницю смерті Дональдсона або в близькі до неї дати, проводиться великий меморіальний концерт. У 2008 році концерт у Редхіллі, Сомерсет, широко висвітлювався на BBC, радіо та в газетах. Меморіальний концерт з нагоди 20-ї річниці смерті Дональдсона, як повідомляється, був найбільшим концертом у Великій Британії, який відвідало від 1 000 до 1 200 осіб. У 23-ю річницю смерті засновника гурту, Яна Стюарта Дональдсона, щорічний меморіальний концерт знову привернув увагу міжнародного телебачення та засобів масової інформації.
Blood & Honour продовжує діяти у Великій Британії, але з часів свого розквіту у 1980-х і 1990-х роках її чисельність скоротилася. Дослідники Метью Ворлі та Найджел Копсі припускають, що її члени зараз «складаються переважно з сильно татуйованих чоловіків за п'ятдесят, які переживають свої «дні слави» на випадкових концертах у підсобних кімнатах пабів». Станом на 2019 рік організація організовує до п'ятнадцяти концертів на рік у Великій Британії.

## Опис та символіка
Вираз «кров і честь» походить з книги нацистського ідеолога Альфреда Розенберга. Словосполучення також було девізом і привітанням нацистської молодіжної організації Гітлер'югенд з 1926 по 1945 рік.
Група складається з білих націоналістів і має зв'язки з Combat 18. На своєму офіційному сайті група називає себе «музичною мережею опору» і «глобальною конфедерацією борців за свободу» Братство 28.
Іноді для позначення назви групи використовується код 28, що походить від другої та восьмої літер латинського алфавіту, B і H. Хоча різні національні відділення Blood & Honour використовують різні націоналістичні символи залежно від їхнього місцезнаходження, загальні символічні риси включають використання модернізованого шрифту Blackletter, кольорів нацистського німецького прапора та іншої нацистської символіки, в тому числі емблеми 3-ї танкової дивізії СС «Тотенкопф» та концтаборів.

## Діяльність в інших країнах
Blood & Honour мають багато місцевих підрозділів у різних країнах світу, зокрема у Бельгії, Нідерландах, Австралії, США, Словенії, Угорщині, Румунії, Хорватії, Греції, Польщі, Сербії, Литві, Україні, Білорусі, Росії і Канаді. Організація була заборонена у Німеччині у 2000 році, в Іспанії — у 2011, в Росії — у 2012. У 2019 році уряд Канади вніс Blood & Honour до списку терористичних угруповань.

### Європа

#### Болгарія
Місцева група Blood & Honour в Болгарії має добрі стосунки з Болгарським національним союзом і Болгарською національною радикальною партією. Організація має велику кількість своїх прихильників у Пловдиві, де їх близько 40—50 осіб, а також підрозділ в Старому Загоріві.

#### Польща

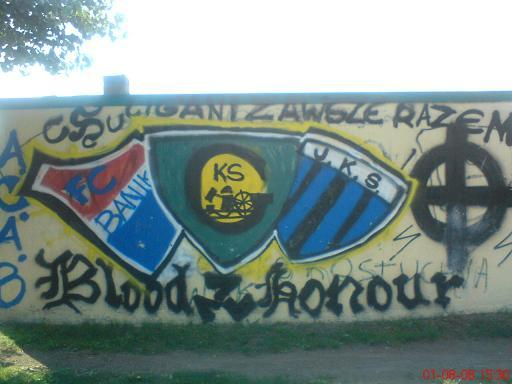
Графіті Blood & Honour в Катовиці

Починаючи з 2006 року, неурядові організації та польські державні установи протягом кількох місяців намагалися закрити вебсайти, пов'язані з організацією. Прокуратура розпочала розслідування щодо діяльності Redwatch, сайту, що публікував фотографії та особисту інформацію про ймовірних вкрай лівих і антифашистських активістів. Оскільки вебсайти організації розміщені на американських серверах, де польська прокуратура не може втручатися безпосередньо, правоохоронним органам США було запропоновано діяти в рамках правової допомоги.
6 липня 2006 року офіційний сайт польської частини організації, розміщений на сервері, розташованому в Аризоні, був заблокований після втручання ФБР, але 13 липня 2006 року був знову відкритий на іншому сервері, розташованому в Далласі. Востаннє сайт був закритий 4 серпня 2006 року і знову відкритий 7 серпня, цього разу з базою даних Redwatch. В тому ж році по справі про заблокований сайт було заарештовано трьох підозрюваних, який звинувачували в участі у його створенні та роботі. Чоловіків також звинуватили в пропаганді фашизму, розпалюванні ненависті на основі національних відмінностей та участі в організованій злочинній групі.

#### Угорщина
Організація також організовує концерти та заходи в Угорщині. Угорська організація Vér és Becsület (англ. Blood & Honour; укр. Кров і честь) була спочатку розпущена в 2005 році, а потім припинила своє існування в 2006. Пізніше група була реорганізована і продовжила своє існування, влаштовуючи заходи, як-от меморіальне турне на честь Адольфа Гітлера.

#### Німеччина
У 1994 році в Берліні було створено німецький підрозділ Blood & Honour. Протягом шести років, що передували забороні організації, існувала фіксована структура членства. Новачкам давали випробувальний термін тривалістю щонайменше шість місяців, і їм дозволялося приєднатися тільки з 21 року. Як і інші підрозділи організації в різних країнах, німецький також займався організацією музичних концертів, перші з яких були організовані вже у 1995 році.
У вересні 2000 року Blood & Honour у Німеччині було заборонено, як і його молодіжну організацію White Youth, яка була заснована 1997 року, але досі діє під новою назвою Division 28.
З моменту заборони було проведено понад 20 розслідувань щодо продовження діяльності організації. У березні 2013 року 41-річного жителя Карлсруе і 37-річного чоловіка з Мангайма було засуджено до умовних термінів і штрафів. Протягом багатьох років вони проводили праворадикальні рок-концерти в районі Рейн-Неккар, у південному Пфальці та в районі Великого Карлсруе, а також за кордоном, де мережа ще не була заборонена.

#### Іспанія
У квітні 2005 року загальнонаціональна операція воєнізованої поліції Іспанії проти членів місцевої групи Blood & Honour призвела до арешту 21 людини в Мадриді, Севільї, Бургосі та Сарагосі. Були проведені обшуки в дев'ятнадцяти будинках і конференц-центрі, внаслідок яких було конфісковано зброю, зокрема два пістолети, боєприпаси і ножі, а також неонацистську атрибутику.
У 2010 році в Мадриді 15 з 18 обвинувачених учасників місцевого підрозділу організації були засуджени до тюремного ув'язнення терміном від одного до трьох з половиною років. У своєму рішенні про судді взяли до уваги докази прямого ідеологічного зв'язку організації з націонал-соціалістичними ідеями, що виражається у використанні антисемітської риторики та вираженій відданості Гітлеру.
2011 року організація Blood & Honour була заборонена в Іспанії.

#### Франція
У 2014 році троє головних лідерів місцевого підрозділу Blood & Honour були заарештовані за звинуваченням в участі в бойовій групі — рідкісному злочині, що карається трьома роками тюремного ув'язнення та штрафом у розмірі 45 000 євро. Четверо інших обвинувачених притягнуті до відповідальності за зберігання і торгівлю зброєю у великому розмірі.
Розслідування почалося у вересні 2014 року, коли в Геменосі недалеко від Марселя підірвали банкомат. Жандарми отримали інформацію, що вибух влаштувала банда правопорушників із міста Обань, яка застосувала вибухівку С-4, доставлену з військово-морської бази Тулон морським стрільцем, у будинку якого було виявлено два незаконно збережених дробовики.
Де-факто угруповання було розпущено 24 липня 2019 року.

#### Фінляндія
Підрозділ Blood & Honour в Фінляндії був офіційно заснований у 2003 році. Їх діяльність охоплювала міста Гельсінкі, Тампере, Ювяскюля, Міккелі, Йоенсуу, Турку, Савонлінна, Котка, Коувола і Куопіо. На даний момент підрозділ в основному займається організацією концертів, але в минулому вони друкували, серед іншого, власний журнал, який вийшов кількома випусками.
Люди, близькі до організації, були засуджені за насильницькі злочини у Фінляндії. Організація привернула до себе увагу в 2002 році, коли її член опублікував в Інтернеті оголошення, в якому розшукувалася «живцем або мертвою» тодішній міністр житлового будівництва Суві-Анне Сіімес. На той час до «списку ненависті» організації входила низка відомих діячів.

#### Нідерланди
Blood & Honour також має дві філії в Нідерландах: Blood & Honour Netherlands та Racial Volunteer Force (RVF; укр. Расові добровольчі сили). У Нідерландах Blood & Honour в основному займається організацією концертів RAC, зборів і виїзних демонстрацій. Коли Combat 18 почав впливати на організацію, а насильницькі акції стали більш видимими, фанати гуртів відокремилися і назвали себе Hou Kontakt (укр. Підтримка зв'язку). У 1995 році Hou Kontakt припинив своє існування. Тоді її учасники заснували National Offensive — фактично фан-клуб гурту Landstorm, спонсором якого був лейбл Berserker Records. Але і цей гурт розпався. Лише в Делфті та його околицях час від часу з'являються учасники під такими назвами, як Extreme Delft та DusNuDelft.
29 березня 2007 року у нижній палаті генеральних штатів міністра Хірша Балліна попросили заборонити Blood & Honour у відповідь на виявлення зброї 17 березня в будинку члена Сombat 18 у Спейкеніссе. Цей запит був широко підтриманий палатою.

#### Італія

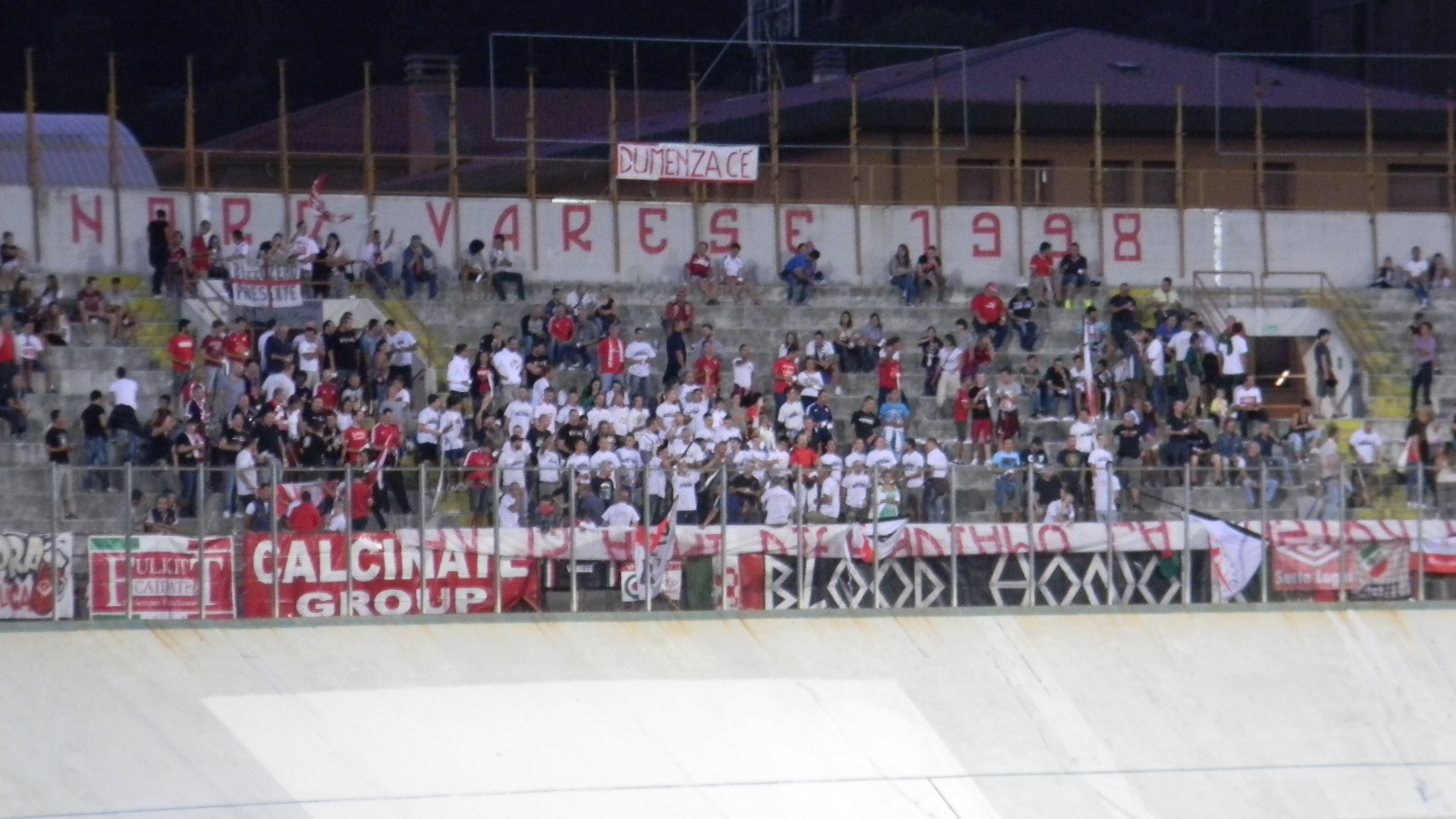
Ультрас Varese Calcio у 2013 році. В центрі видно прапор Blood & Honor

Перша мережа, пов'язана з Blood & Honour, що діяла в Трентіно-Альто-Адідже, була ліквідована в лютому 2001 року. Перший офіційний підрозділ Blood & Honour в Італії був заснований в Римі у 2011 році. Деякі італійські ультраправі організації співпрацюють з групою, як-от «Скінхеди Венето Фронте» (італ. Veneto Fronte Skinheads) та «Каса Паунд» (італ. CasaPound).
У період між 1998 і 2019 роками ультрас фанатів клубу Varese Calcio очолювала група під назвою Blood & Honour, деякі лідери якої були безпосередньо пов'язані з цією міжнародною організацією. У грудні 2018 року під час фанатських сутичок, що спалахнули перед матчем серії А, було вбито одного з лідерів угруповання.

### Північна Америка

#### Канада
У 2019 році Канада додала організації Blood & Honour і Combat 18 до свого списку терористів. Організації стали першими правими екстремістськими угрупованнями, які були додані до списку терористичних організацій Канади.
Канадський уряд описує Blood & Honor як «міжнародну неонацистську мережу», а Combat 18 — як «озброєний підрозділ» угруповання, що «здійснює насильницькі дії, включно з убивствами і підривами». В заяві йшлося зокрема про те, що пов'язані групи скоювали напади в Північній Америці та Європі, вказується на вбивство двох безхатченків у 1998 році та підрив запалювальної бомби у 2012 році будинку, в якому проживали ромські сім'ї, в Чехії.

#### США
У США на ім'я місцевої організації претендують дві конкуруючі групи: Blood & Honor America Division (укр. Американський підрозділ Blood & Honour) та Blood & Honor America Division (укр. Рада крові та честі США). Перша була «відновлена» в Північній Америці групою скінхедів Volksfront у 2005 році і включає до своїх лав скінхедів, неонацистів і прихильників християнської ідентичності. Інша була пов'язана з групою скінхедів Vinlanders Social Club, але тепер здебільшого представлена двома особами-скінхедами, які керують музичним лейблом та відеокомпанією в Огайо.
У 1998 році чотири члени відділення Blood & Honor в Тампі, штат Флорида, імовірно, вбили двох бездомних у Флориді. Двоє з трьох обвинувачених визнали себе винними за двома федеральними обвинуваченнями у вбивстві другого ступеня. Останній визнав себе невинним і станом на 2009 рік залишався у в'язниці за окремим обвинуваченням у вбивстві. Поліція стверджує, що скінхеди забили безхатченків до смерті, тому що вважали їх нижчими і задля підвищення особистого статусу у русі.
У США також розташовуються сервери сайту Blood & Honour. Протягом 2000-х років організація мала «переїжджати» з одних серверів на інші, оскільки періодично вони блокувалися місцевою владою, зокрема завдяки втручанню ФБР були заблоковані сервери в Аризоні, але згодом сайт знову був відкритий у Далласі.

### Австралія
Австралійський підрозділ Blood & Honour та організація «Південний хрест» організовують щорічний концерт пам'яті Яна Дональдсона в Мельбурні з 1994 року. Певний час у ЗМІ виникали повідомлення про те, що концерт у 2019 році був скасований в останню хвилину, хоча вони були неправдивими, оскільки він відбувся, як і щороку, без жодних інцидентів.

## В культурі
- «Білий терор» — шведський документальний фільм Деніела Швейцера 2005 року.
- «Кров повинна текти. Під прикриттям серед нацистів» — німецький документальний фільм Томаса Кубана 2012 року.